# مخطوطة غيغاكس
مخطوطة غيغاكس (باللاتينية: Codex Gigas) هي مخطوطة من العصور الوسطى في العالم. كما يُعرف أيضاً باسم كتاب الشيطان (باللاتينية: Devil's Bible) بسبب الاعتقاد بأن الشيطان أحد مؤلفي الكتاب. يُعتقد أنه تم كتابتُه بالقرن الثالث عشر في أحد كنائس الرهبنة البندكتية في بوهيميا (الآن: جمهورية التشيك). ويحتوي على نُسخة فولغاتا من الكِتاب المُقدّس بالإضافة للعديد من الكِتابات الآتينية التارِيخية. تَم أخّذ الكِتاب كغَنِيمة مِن قِبل السويد أثناء حرب الثلاثين عاما، والآن يتِم الاحتفاظ بِهِ داخل المكتبة الوطنية السويدية في ستوكهولم، وهو مَعروض أمام العامّة.

## معرض صور

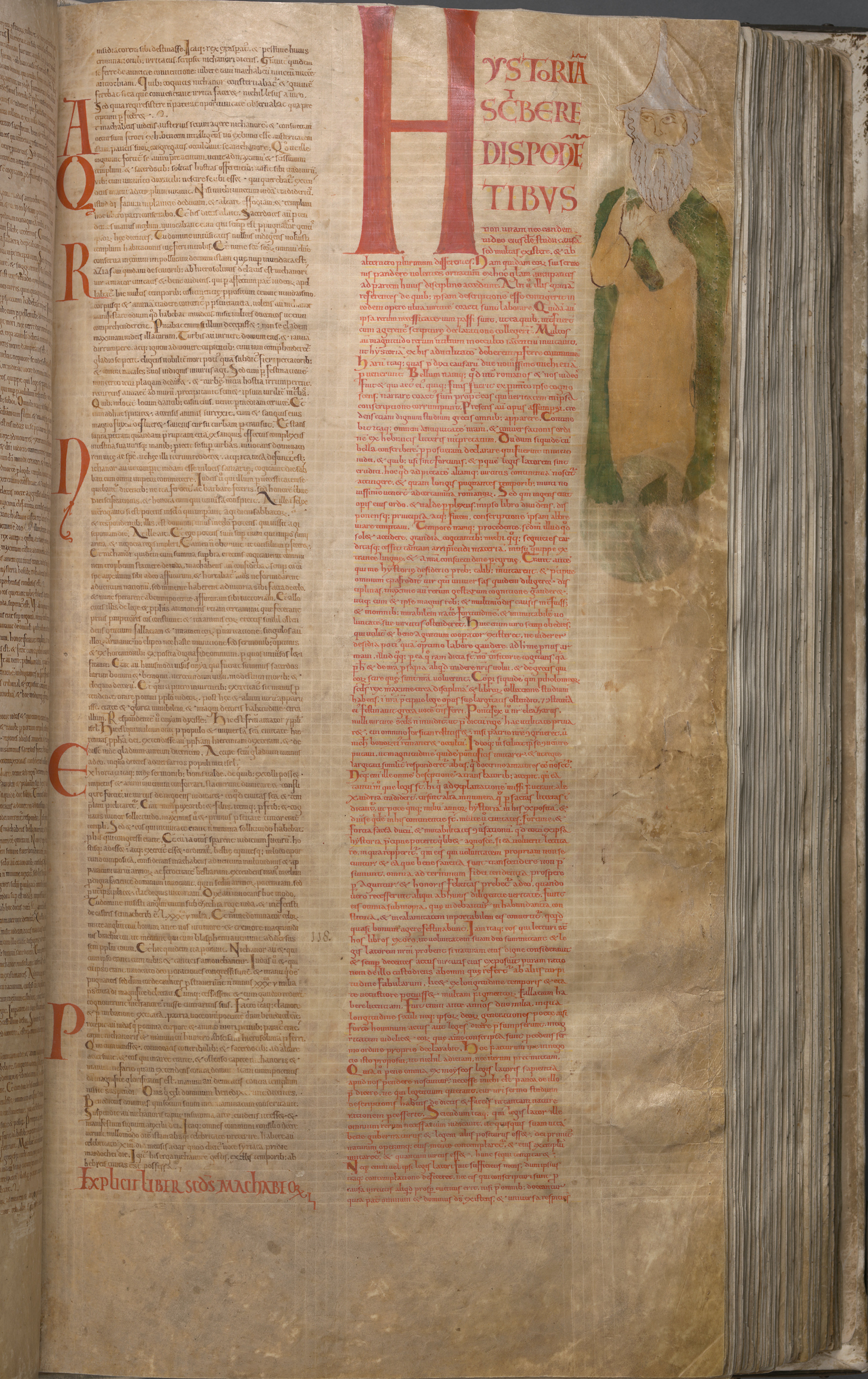
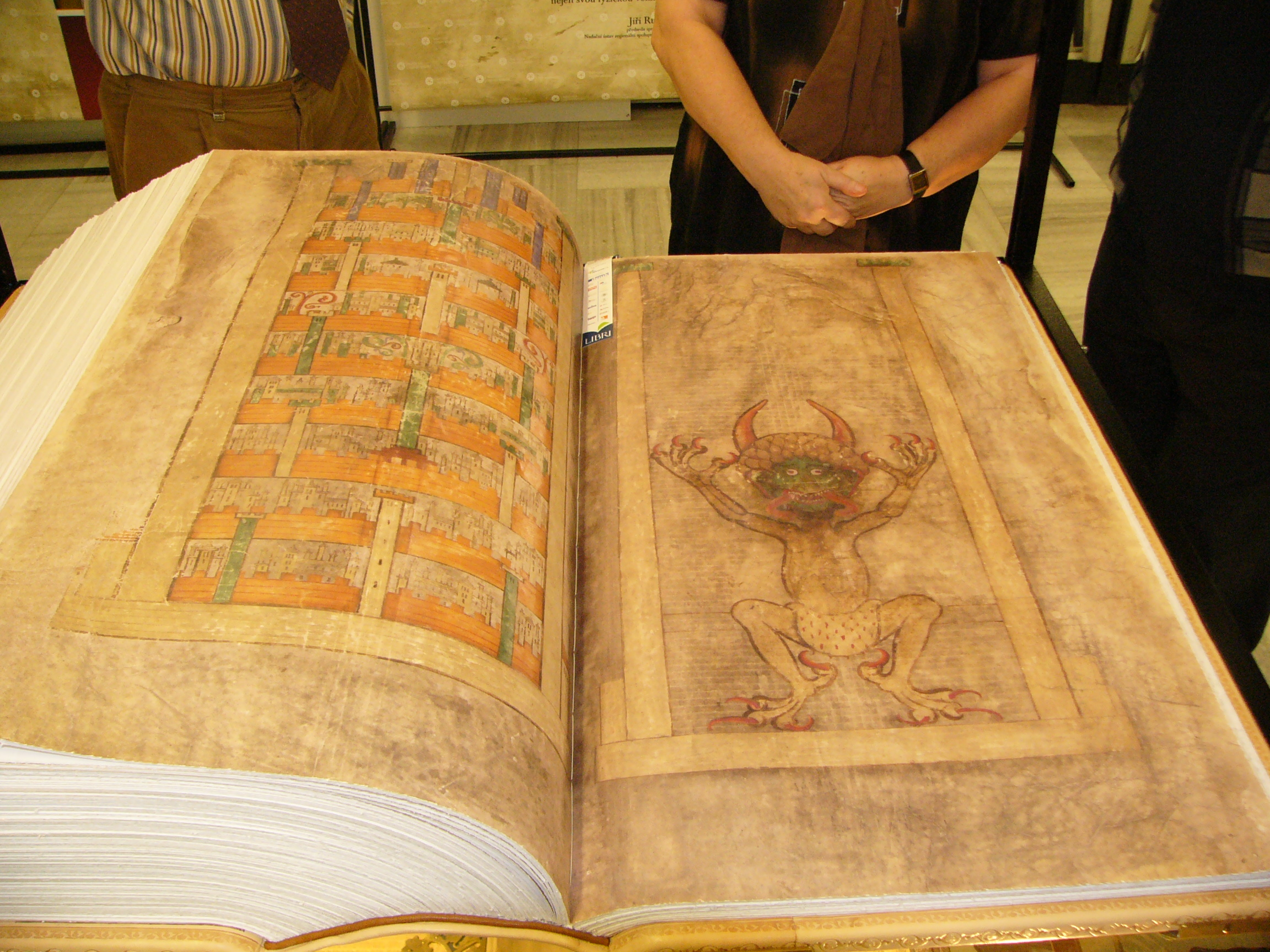
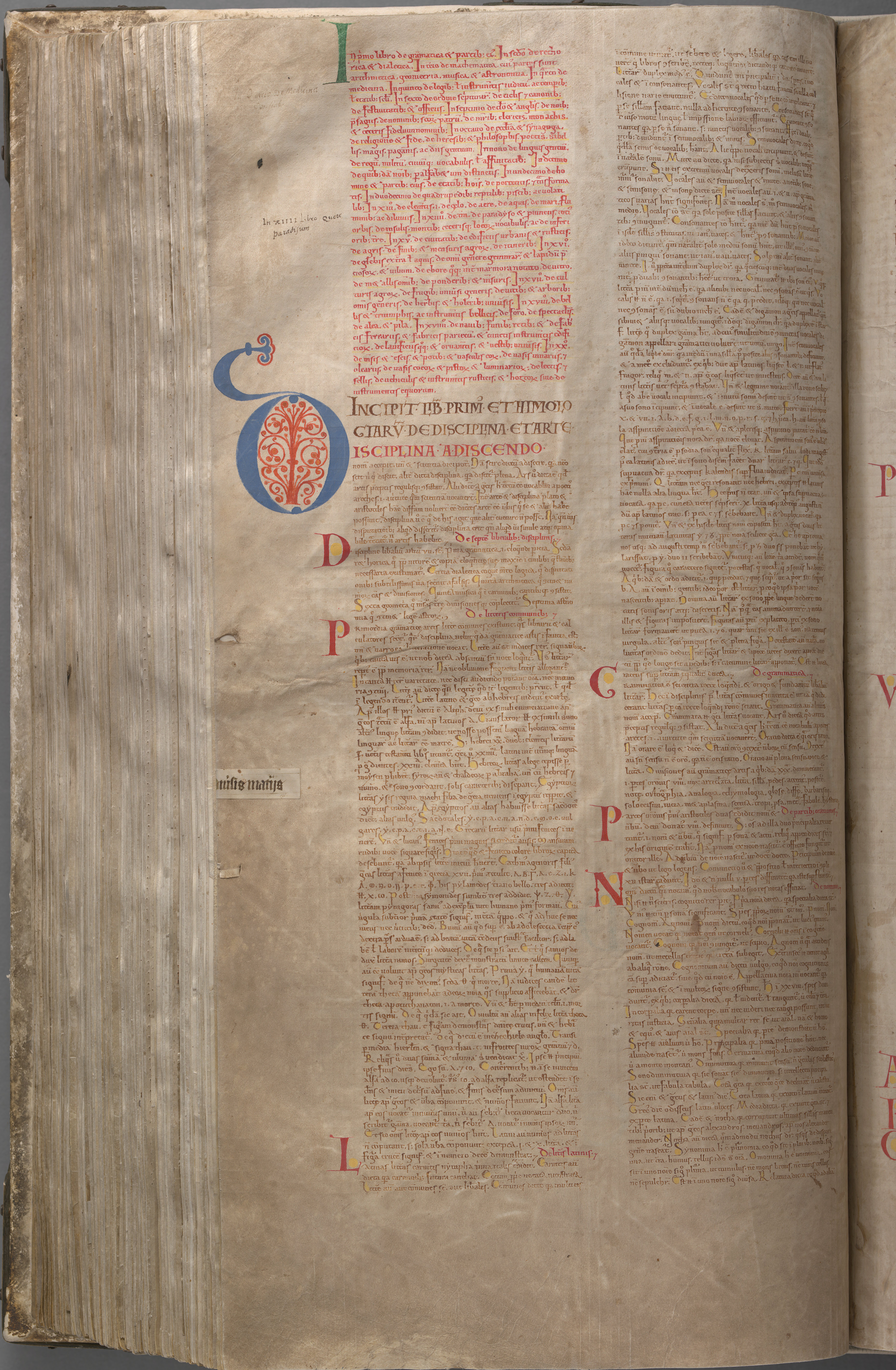
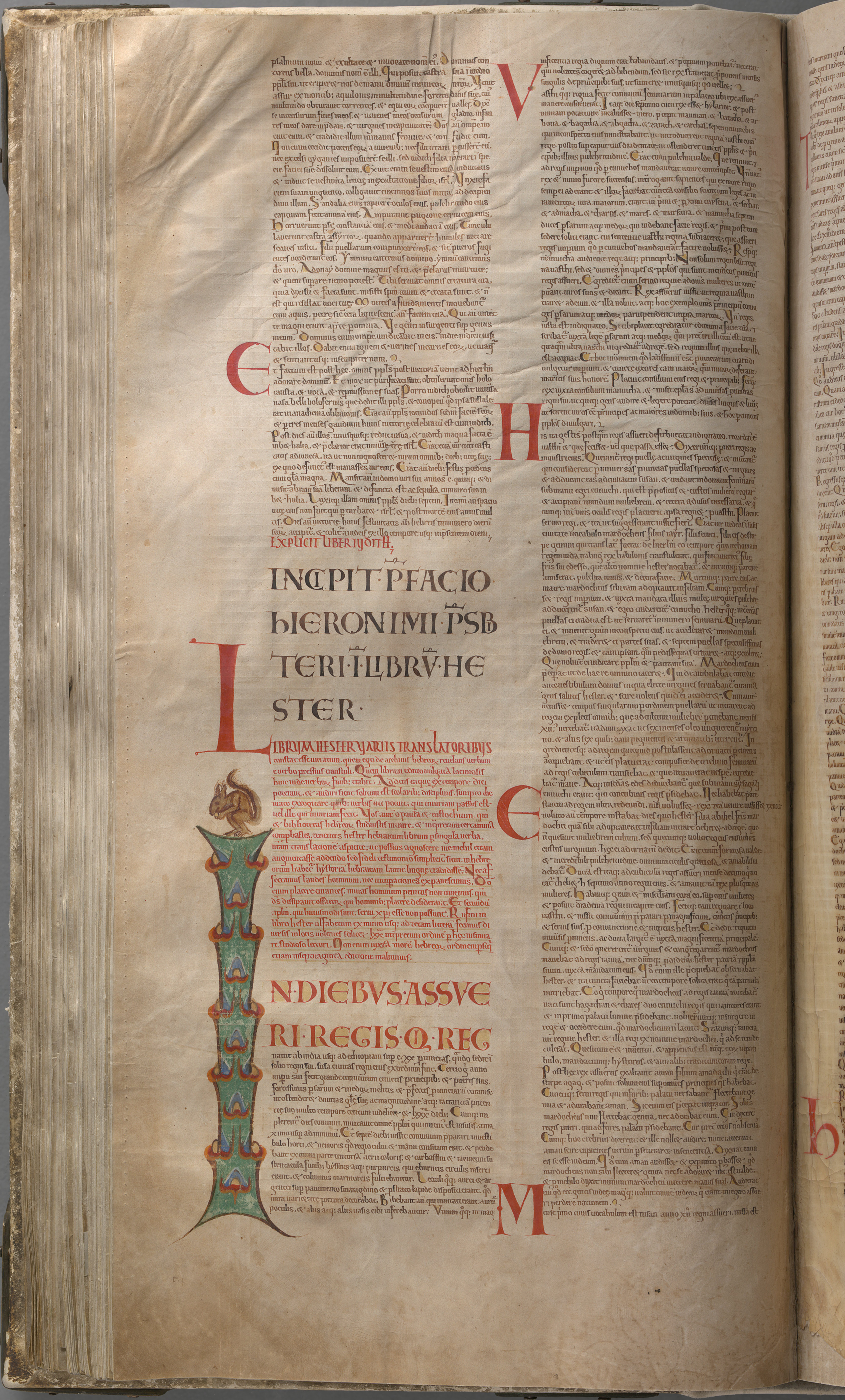
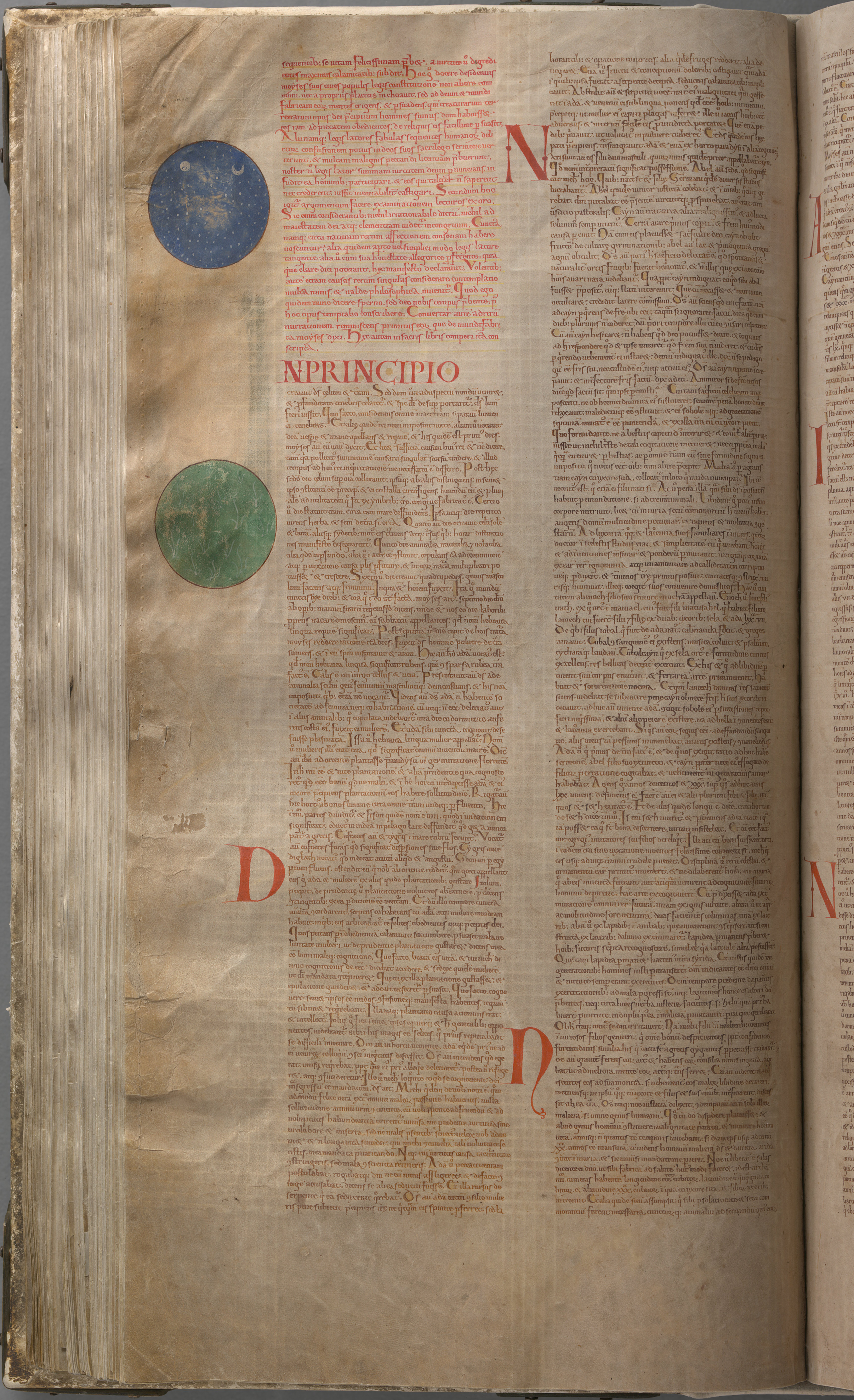